# 西岐阜駅

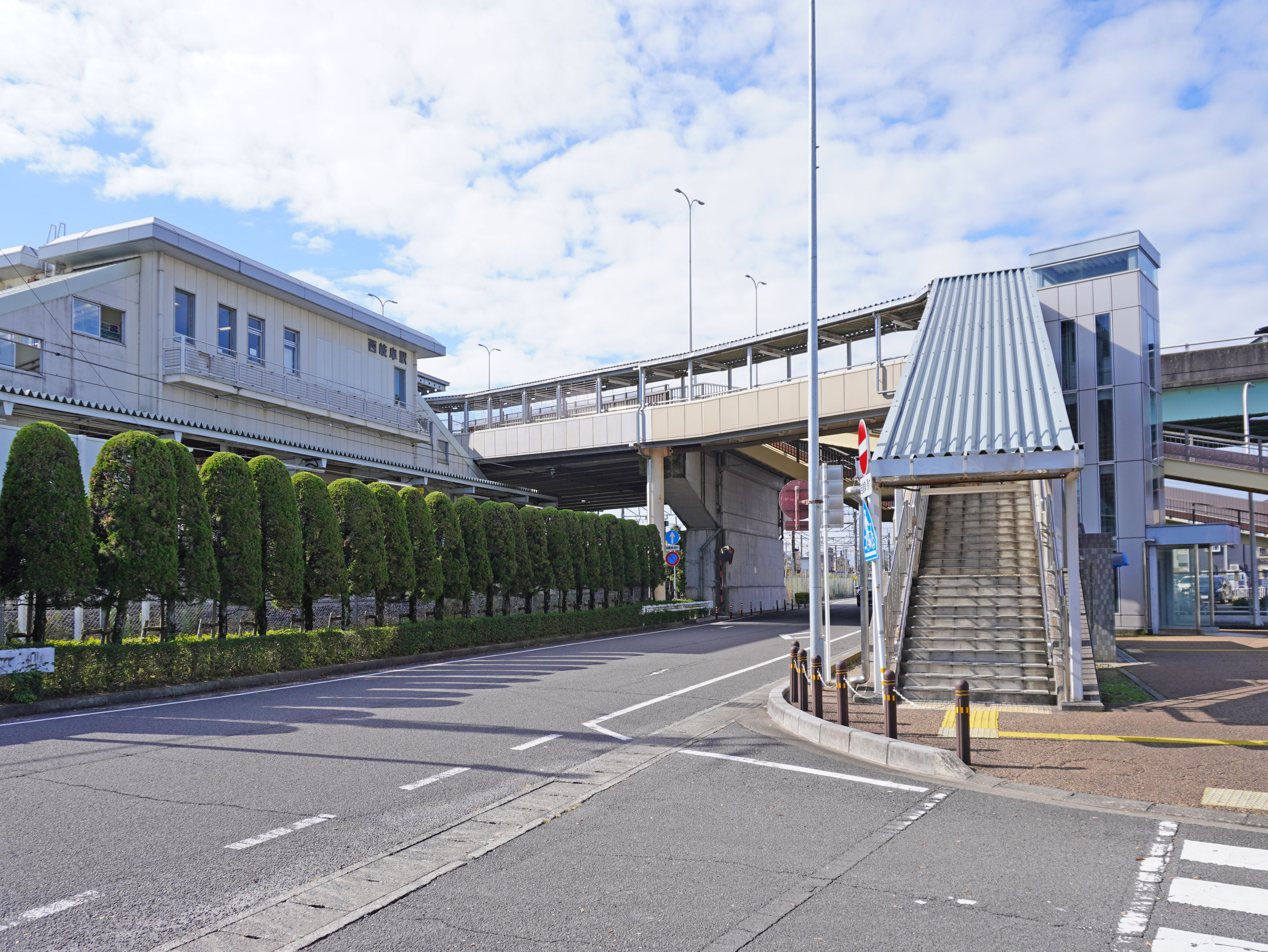
北口（2022年11月）

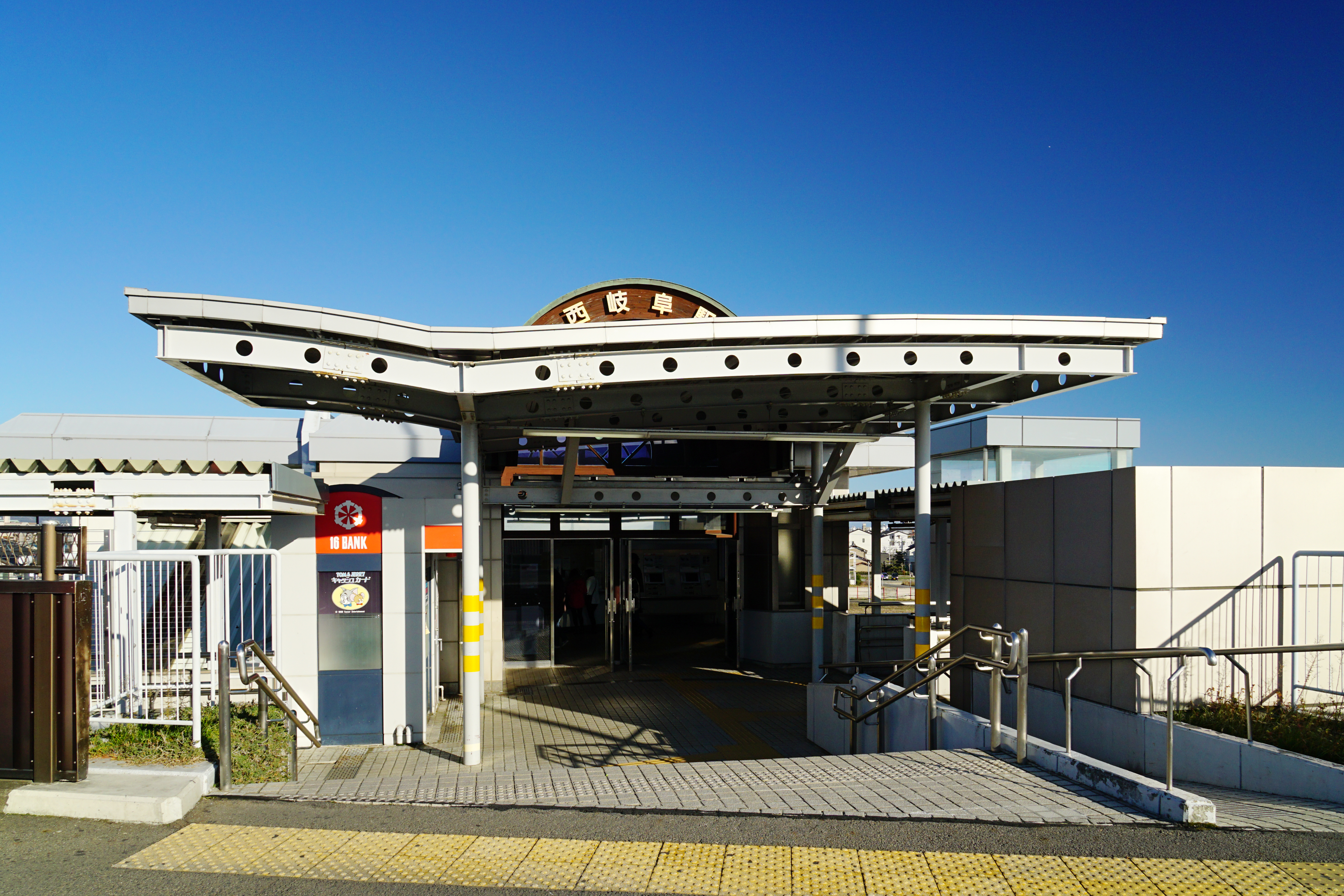
橋上口（2015年12月）

西岐阜駅（にしぎふえき）は、岐阜県岐阜市市橋四丁目にある、東海旅客鉄道（JR東海）東海道本線の駅である。駅番号はCA75。
運行形態の詳細は「東海道線 (名古屋地区)」を参照。

## 歴史
- 1986年（昭和61年）11月1日：日本国有鉄道（国鉄）東海道本線の岐阜駅 - 穂積駅間に新設開業[1][2][3]。
- 1987年（昭和62年）4月1日：国鉄分割民営化に伴い、東海旅客鉄道（JR東海）の駅となる[6]。
- 1995年（平成7年）11月11日：自動改札機を設置し、供用開始[7]。
- 1999年（平成11年）12月4日：ダイヤ改正によりすべての快速系列の列車が停車（これ以前は普通列車が大垣駅発着だったため、新快速、快速（青・緑ともに）は停車せず、普通列車と下りの夜行快速ムーンライトながらのみの停車だった）[8]。
- 2006年（平成18年）11月25日：ICカード「TOICA」の利用が可能となる。
- 2024年（令和6年）
  - 1月31日：JR全線きっぷうりばの営業を終了[9]。
  - 2月1日：サポートつき指定席券売機を設置[4][5]の上、お客様サポートサービス導入に伴い無人化[注 1][4][5]。

## 駅構造
島式ホーム1面2線を有する地上駅である。橋上駅舎を備え、高架橋（市道薮田精華線）上に出入口があり、南駅前広場・北駅前広場に降りることができる。
お客様サポートサービスが導入されている無人駅であり、岐阜駅が当駅を管理している。2024年1月末までは有人駅であった。駅舎内部には自動券売機・サポートつき指定席券売機・自動改札機・自動券売機などが設置されている。TOICAおよび提携ICカードが利用できる。

### のりば
| 番線 | 路線          | 方向 | 行先             |
| ---- | ------------- | ---- | ---------------- |
| 1    | CA 東海道本線 | 下り | 大垣・米原方面   |
| 2    | CA 東海道本線 | 上り | 岐阜・名古屋方面 |

（出典：JR東海:駅構内図）

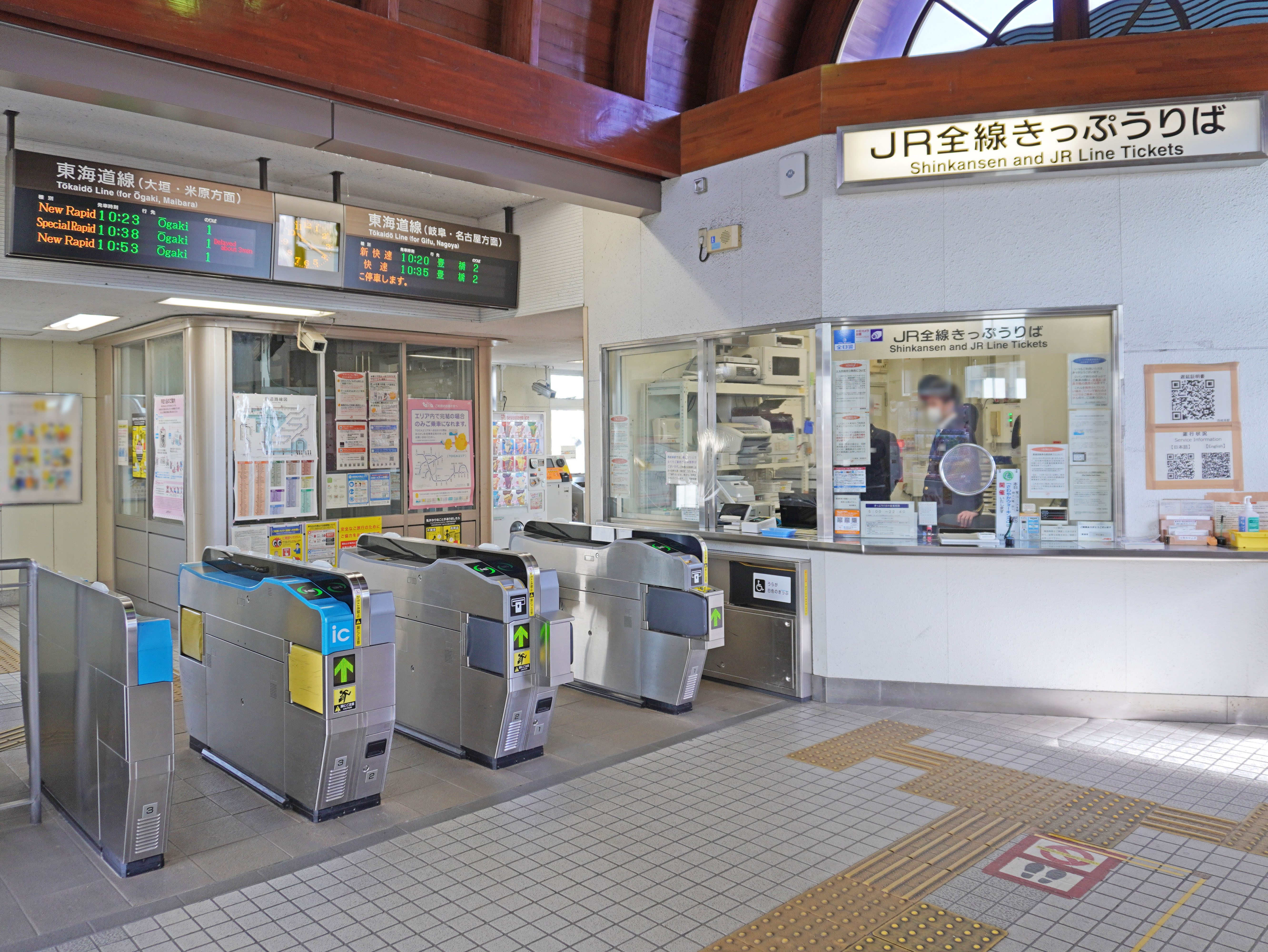
改札口（2022年11月。現在は窓口閉鎖）
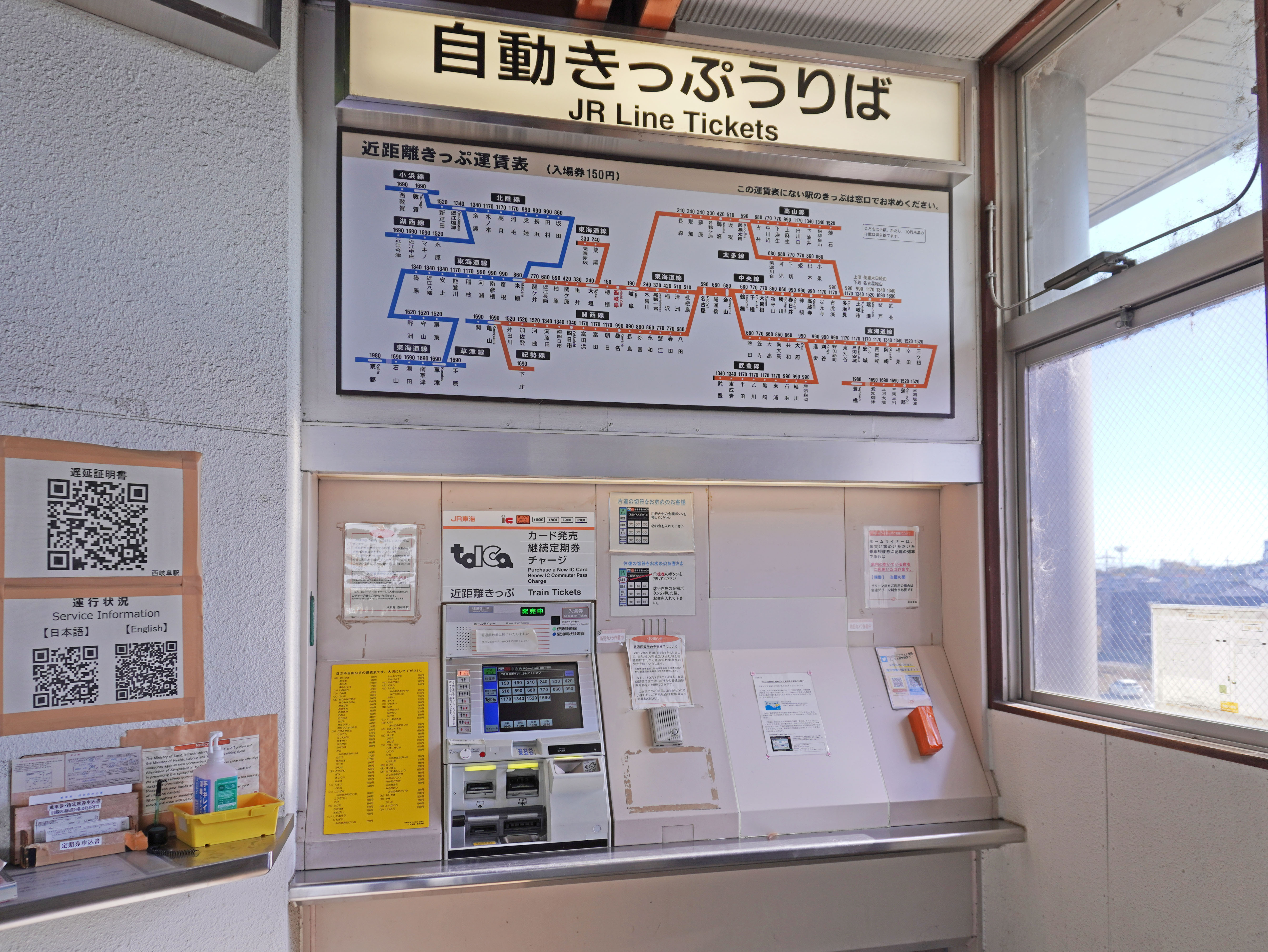
自動券売機（2022年11月。現在は右側に指定席券売機を設置、左側の券売機も新型に更新）
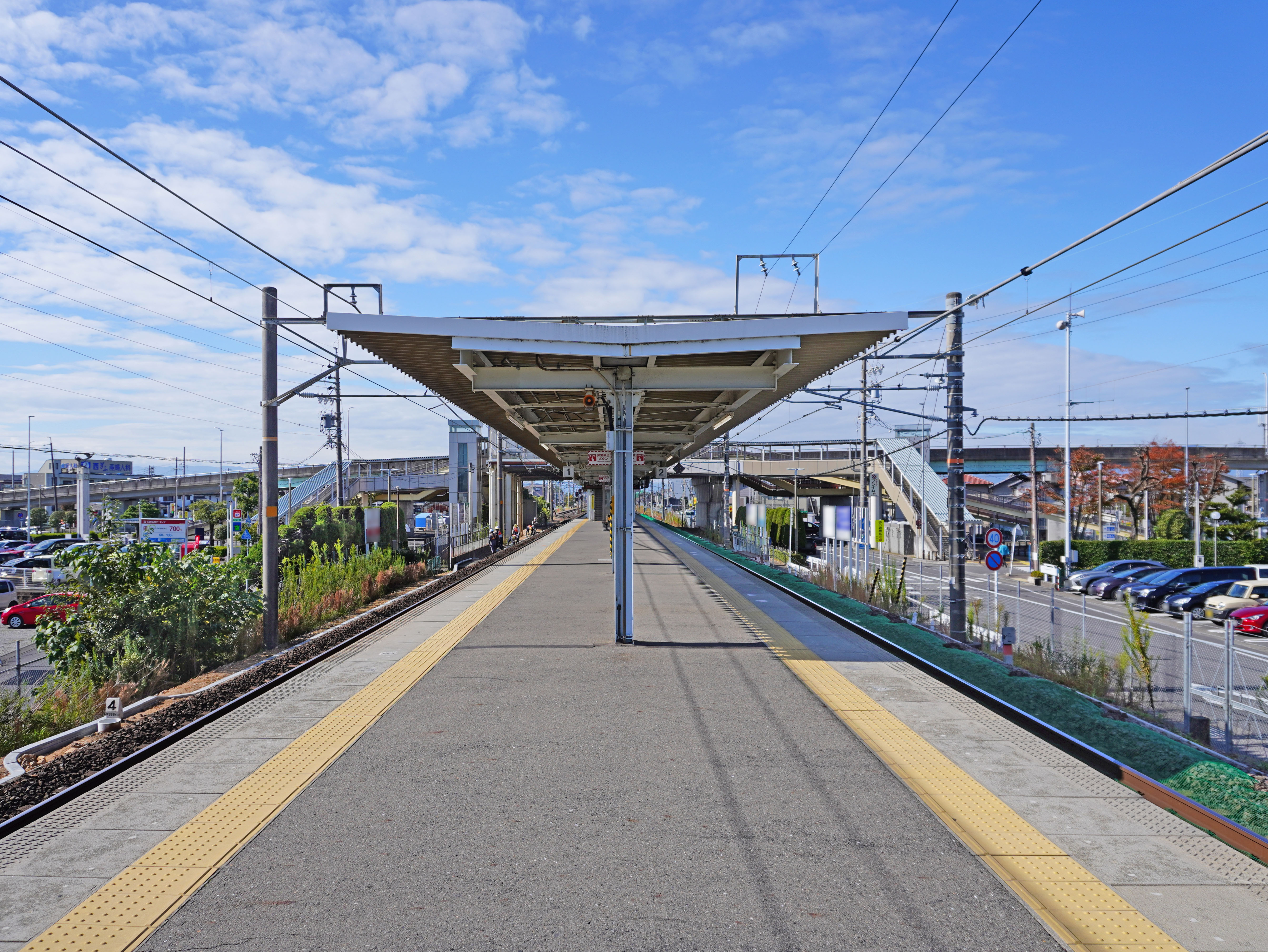
ホーム（2022年11月）

## 利用状況
JR東海の移動等円滑化取組報告書によれば、2023年度の1日平均乗降人員は11,427人。「岐阜県統計書」によると、当駅の1日平均乗車人員は以下の通りに推移している。
| 年度   | 1日平均 乗車人員 |
| ------ | ---------------- |
| 2000年 | 3,592            |
| 2001年 | 3,942            |
| 2002年 | 4,154            |
| 2003年 | 4,332            |
| 2004年 | 4,471            |
| 2005年 | 4,665            |
| 2006年 | 4,873            |
| 2007年 | 5,126            |
| 2008年 | 5,402            |
| 2009年 | 5,506            |
| 2010年 | 5,600            |
| 2011年 | 5,510            |
| 2012年 | 5,573            |
| 2013年 | 5,698            |
| 2014年 | 5,751            |
| 2015年 | 5,995            |
| 2016年 | 6,107            |
| 2017年 | 6,245            |
| 2018年 | 6,181            |

## 駅周辺

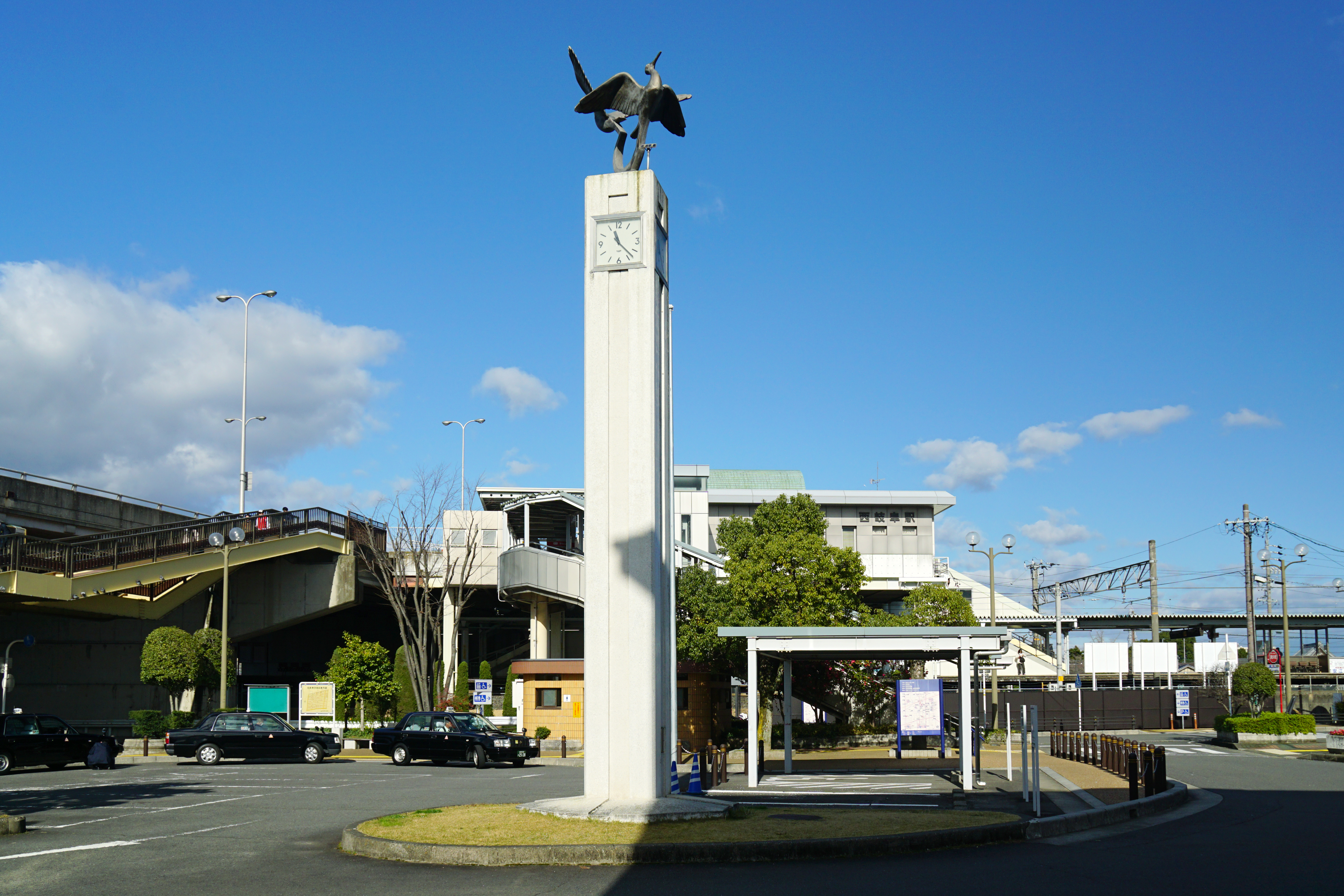
南口駅前（2015年12月）

- 日本貨物鉄道（JR貨物）岐阜貨物ターミナル駅 - 当駅と同一日に開業[12]。南西部に位置している[10]。
- 岐阜県美術館
- 岐阜県図書館
- 岐阜県庁舎（南へ約1.2km）[13]
- 岐阜アリーナ（OKBぎふ清流アリーナ）
- OKBふれあい会館（ふれあい福寿会館）
  - サラマンカホール
- 岐阜市科学館
- 岐阜県立岐南工業高等学校
- 岐阜市立岐阜商業高等学校
- 岐阜市八ツ草球場
- 山内ホスピタル
- 乙津寺
- 岐阜県道77号岐阜環状線（通称：岐阜環状線）
- 国道21号（岐大バイパス）
- 立政寺
- ホテルルートイン岐阜県庁南
- テクノア(パッケージソフトウェアベンダー)

## バス路線
- 西ぎふ・くるくるバス
  - 岐阜県庁・県民ふれあい会館・須賀4丁目方面行き
  - 鏡島弘法・森屋・市民病院北口方面行き
  - 岐阜県庁方面県民ふれあい会館行き（シャトル便）

※シャトル便は平日のみの運行である。

## 隣の駅
東海旅客鉄道（JR東海）
CA 東海道本線
■特別快速・■新快速・■快速・■区間快速・■普通
岐阜駅 (CA74) - 西岐阜駅 (CA75) - 穂積駅 (CA76)
※貨物駅を含めた隣駅
岐阜駅 - 西岐阜駅 - （貨）岐阜貨物ターミナル駅